# Sveva Alviti
Sveva Alviti, née le 14 juillet 1984 à Rome, est une actrice et mannequin italienne. Elle est surtout connue pour avoir interprété le rôle de Dalida dans le film biographique homonyme de Lisa Azuelos, sorti en 2017 et qui l'a révélée au grand public.

## Biographie

### 2001-2010: Mannequinat et vie à New York
Joueuse de tennis, Sveva Alviti rejoint le circuit professionnel, lorsqu'à 17 ans, sa sœur l'inscrit au concours de mode Model Elite Look en Italie. Après sa victoire, elle part à New York où elle exerce le mannequinat durant neuf ans, tout en rêvant d'être actrice. Elle apparaît dans des défilés et des campagnes publicitaires. Elle prend des cours de comédie avec Susan Batson (qui a notamment été la coach de Nicole Kidman et Juliette Binoche).

### Depuis 2010: Carrière d'actrice

#### 2010 - 2016: débuts dans de petits rôles
Débutant en tant qu'actrice dans son pays d'origine, l'Italie, Sveva Alviti apparait en 2010, dans la série télévisée La mia casa è piena di specchi avec Sofia Loren, puis joue surtout dans des courts-métrages.
En 2012, elle joue dans le film Rien ne peut nous arrêter de Luigi Cecinelli aux côtés de Gérard Depardieu et dans Buongiorno papà (it) d'Edoardo Leo. En 2013, elle est l'une des protagonistes du film Cam Girl (it), réalisé par Mirca Viola (it). La même année, elle fait une apparition dans le road-movie italo-américain AmeriQua (it).

#### Depuis 2017: la révélationDalidaet carrière internationale
Elle commence sa carrière en France avec le film Dalida, réalisé par Lisa Azuelos, dans lequel elle incarne Dalida,. Elle a été choisie parmi 251 prétendantes lors d'un casting où elle a déclaré « je suis Dalida ». Le 6 janvier 2017, sur le plateau de l'émission Le Grand Journal en direct sur Canal+ où elle fait la promotion du film, elle est victime d'un malaise. Durant deux semaines, le film se classe deuxième au box-office français derrière le film d'aventure La Grande Muraille.
En 2018, Sveva Alviti est sélectionnée aux Césars comme révélation dans la catégorie du meilleur espoir féminin  pour son rôle de Dalida mais est éliminée à la suite des votes du jury.
Elle enchaîne trois films en 2018 : elle apparaît dans le film français Love Addict avec Kev Adams, où elle tient un petit rôle, joue dans le long métrage italien Restiamo Amici d'Antonello Grimaldi, puis est à l'affiche du film franco-belge Lukas de Julien Leclercq, aux côtés de Jean-Claude Van Damme et du rappeur Kaaris.
Fin septembre 2019 elle fait partie du jury présidé par Sandrine Bonnaire lors du 30e Festival du film britannique de Dinard.
Lors de la Mostra de Venise 2024, elle est la maîtresse des cérémonies d'ouverture et de clôture.

## Vie privée
À la fin de l'année 2019, la presse annonce qu'elle est en couple avec Anthony Delon.
Fin d'été 2021, on peut lire qu'elle décide de faire une pause avec Anthony Delon. Cependant cette pause s'avère être de courte durée puisqu'on peut l'apercevoir à nouveau en compagnie d'Anthony Delon, cette fois-ci lors de l'avant-première du film Entre les vagues en mars 2022. Finalement le couple se sépare.
Elle épouse en juin 2025,  à Rome, Andrea Bruno.

## Filmographie

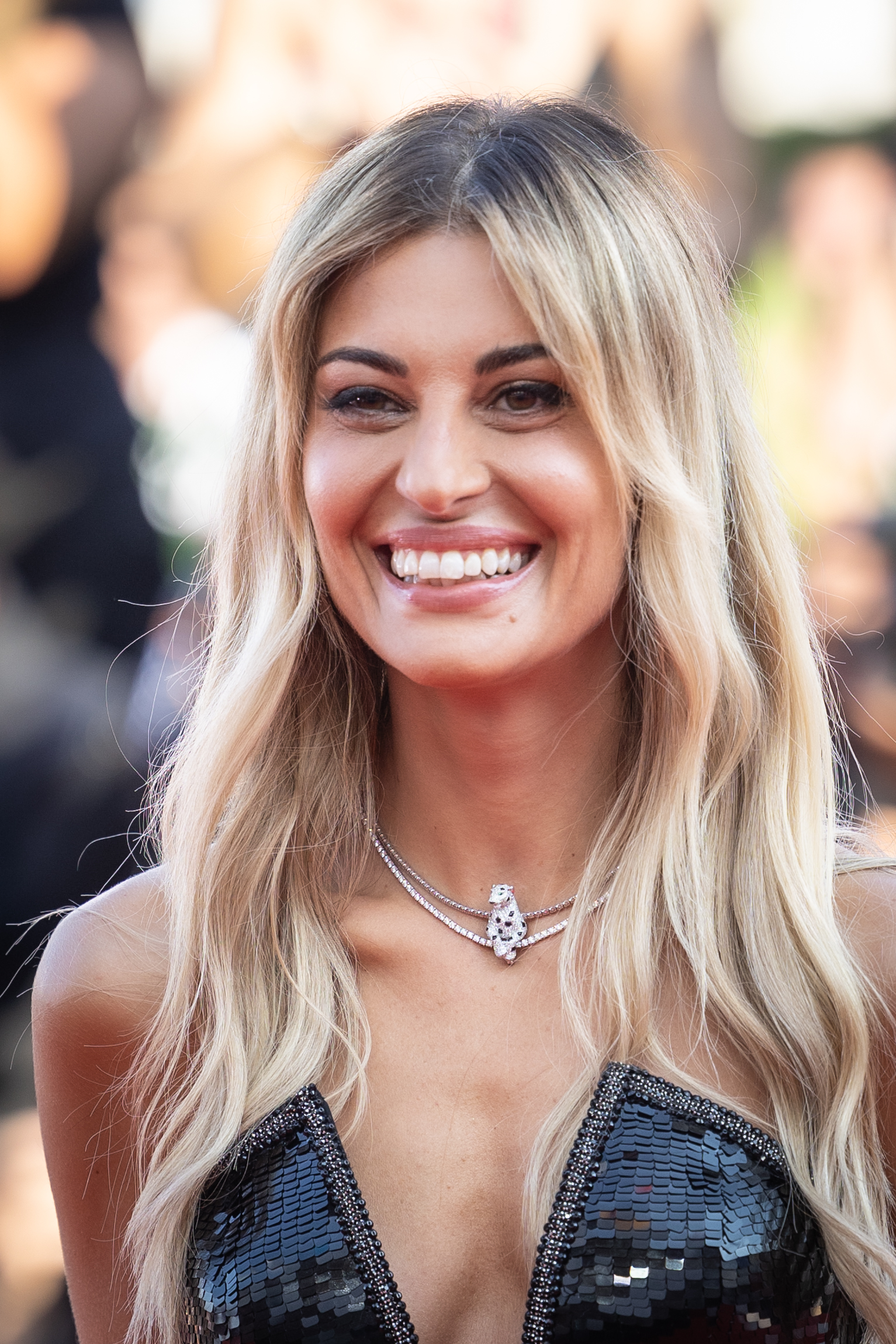
Sveva Alviti à la Mostra de Venise 2024.

### Cinéma

#### Longs métrages
- 2013 : Rien ne peut nous arrêter (Niente può fermarci) de Luigi Cecinelli
- 2013 : AmeriQua (it) (Eurotrapped) de Marco Bellone et Giovanni Consonni : la fille blonde
- 2013 : Buongiorno papà (it) d'Edoardo Leo : la fille brune
- 2014 : Cam Girl (it) de Mirca Viola (it) : Gilda
- 2017 : Dalida de Lisa Azuelos : Dalida
- 2017 : Dangerous Lies Vol. 1 de Tiziano Cella, segment Echoes : Carlotta
- 2018 : Love Addict de Frank Bellocq : Henriette
- 2018 : Restiamo amici (it) d'Antonello Grimaldi : Marta Rossi
- 2018 : Lukas de Julien Leclercq : Lisa Zaccherini
- 2021 : Tra le onde (it) de Marco Amenta : Lea
- 2021 : Entre les vagues d'Anaïs Volpé : Kristin Cavani
- 2023 : AKA de Morgan S. Dalibert : Natalya Pastore

#### Courts-métrages
- 2010 : L'imputato[réf. nécessaire]
- 2011 : Imago Vocis de Tiziano Cella : Carlotta
- 2011 : Alice de Roberto de Paolis : Eleonora
- 2011 : Between Ethyl and Regular d'Adrien Cothier : Sveva
- 2013 : Bordeline de Luca Tobia Forcignano Serri : Elle
- 2021 : Wuthering Cats - Floodland d'Andrea Danese

### Télévision
- 2010 : La mia casa è piena di specchi (série télévisée) de Vittorio Sindoni
- 2021 : H24 (série télévisée), épisode 15 21H Les Détails de Nathalie Masduraud et Valérie Urréa

## Distinctions

### Nomination
- 2018 : pré-sélection pour le César du meilleur espoir féminin pour Dalida